# 五紋鬼蛛
五紋鬼蛛（学名：Araneus pentagrammicus），又名白綠鬼蛛、五紋圓蛛，为金蛛科鬼蛛屬下的一个种。